# Šarūnas Šulskis
Šarūnas Šulskis (26 de novembre de 1972) és un jugador d'escacs lituà que té el títol de Gran Mestre des de 1996.
A la llista d'Elo de la FIDE del desembre de 2021, hi tenia un Elo de 2506 punts, cosa que en feia el jugador número 6 (en actiu) de Lituània. El seu màxim Elo va ser de 2596 punts, a la llista del març de 2012.

## Resultats destacats en competició
Kveinys ha estat set cops campió de Lituània, els anys 1991, 1994, 1998 (empatat amb Vidmantas Mališauskas), 2001 (empatat amb Aloyzas Kveinys), 2007, 2009 i 2014.

### Participació en olimpíades d'escacs
Šulskis ha participat, representant Lituània, en vuit Olimpíades d'escacs entre els anys 1994 i 2014 (un cop com a 1r tauler), amb un resultat de (+26 =36 –15), per un 57,1% de la puntuació. El seu millor resultat el va fer a l'Olimpíada del 1998 en puntuar 7 de 10 (+4 =6 -0), amb el 70,0% de la puntuació, amb una performance de 2663.